# 克利福德·柯曾
克利福德·麦克尔·柯曾爵士，CBE（1907年5月18日—1982年9月1日），英国钢琴家。
柯曾演绎的莫扎特和舒伯特最为著名。尽管他留下了为数不少的录音，但他对录音技术的排斥人人皆知，他经常禁止一些他认为没发挥出最佳水平的录音出版。早期的柯曾以支持现代音乐闻名；莱诺克斯·伯克利的钢琴奏鸣曲即题献给他。后期则倾心于18，19世纪的德奥作品。

## 生平
柯曾生于伦敦伊斯灵顿。
1919年柯曾进入皇家音樂學院学习。1924年，他在逍遥音乐会上完成了他的处子秀，在亨利·伍德的指挥下演奏巴赫的三重协奏曲。1928年—1930年，他在柏林跟阿图尔·施纳贝尔学习。后到巴黎随旺达·兰多芙斯卡和纳迪娅·布朗热继续深造。他演出的足迹遍布欧洲、美国。
柯曾于1982年9月去世，享年75岁。他与妻子一起葬在帕特代尔圣帕特里克教堂墓地，临近他们在湖区的度假屋。

## 荣誉
- 1958年，获大英帝国勋章（CBE）[1]
- 1977年，受封为爵士[1]
- 1980年，获皇家爱乐协会（英语：Royal Philharmonic Society）金质奖章[2]
- 1981年，牛津大学圣彼得学院名誉研究员
- 1970年，利兹大学名誉博士[1]
- 1973年，苏塞克斯大学名誉博士[1]

## 作品節選

### 商業錄音
- (CD). 20世紀偉大鋼琴家（英语：Great Pianists of the 20th Century） 22. Philips Classics. 1999. 456 757-2.

## 个人生活
1931年，柯曾娶美国大键琴家、钢琴家露西尔·华莱士为妻。柯曾夫妇没有子女；但他们在伟大的女高音歌唱家玛丽亚·切伯塔利于1949年在维也纳去世（时年39岁）后收养了她的两个孤儿。

## 轶事
- 柯曾的叔叔是阿尔伯特·凯特尔比，有一次在BBC的广播节目“荒岛唱片（英语：Desert Island Discs）”中接受采访时柯曾描述他的童年：“小柯曾不爱睡觉，他爱坐在楼梯的缓台上，听叔叔弹钢琴的声音从爸爸的老房子的楼梯井中传过来，所以我第一次听到的音乐就是凯特尔比那些的永恒的旋律。”